# Wiśniowa Góra (Warszawa)
Wiśniowa Góra (do 1939 Podkaczy Dół, alt. Podkaczydół) – dawna wieś, obecnie część dzielnicy Wawer w Warszawie. Wchodzi w skład obszaru MSI Międzylesie.
Jest to niewielkie osiedle położone w widłach alei Dzieci Polskich i ulicy Mchów, przy granicy ze Starą Miłosną w dzielnicy Wesoła.

## Historia
Wieś Podkaczydół należała w latach 1867–1939 do gminy Wawer w powiecie warszawskim. W 1921 roku wieś Podkaczydół liczyła 171 mieszkańców.
20 października 1933 utworzono gromadę Podkaczy Dół w granicach gminy Wawer, składającą się z samej wsi Podkaczy Dół.
13 marca 1939 nazwę Podkaczego Dołu zmieniono oficjalnie na Wiśniowa Góra.
Podczas II wojny światowej w Generalnym Gubernatorstwie, w dystrykcie warszawskim. W 1943 Podkaczydół (w gminie Wawer) liczyła 594 mieszkańców.
15 maja 1951 w związku ze zniesieniem gminy Wawer, gromadę Wiśniowa Góra włączono do Warszawy.